# Adelheid von Dohna
Adelheid von Dohna († 1342) stammte aus dem Adelsgeschlecht von Schönburg-Glauchau. Sie war die Gemahlin von Otto Heyde I., Burggraf von Dohna.

## Biografie
Burggräfin Adelheid von Dohna verstarb im Jahr 1342 und wurde im Meißner Dom bestattet. Im Jahr 1593 wird ihre Grabplatte im vierten Joch des südlichen Seitenschiffes lokalisiert, was eine graphische Darstellung überliefert. Im Jahr 1919 fand sich das Monument dann im Westflügel des Kreuzganges. Der Verbleib ist heute ungeklärt.
Auf ihrer Grabplatte fand sich eine Ritzzeichnung mit der Darstellung einer betenden Frau umgeben von einer Umschrift.